# HS Produkt VHS
HS Produkt VHS는 크로아티아의 HS Produkt가 개발한 불펍 돌격소총으로, 설계는 Marko Vuković이 담당하였다. 2012년까지 크로아티아군 전체에서 기존에 사용되던 APS-95 소총을 대체할 예정이다.
5.56 × 45 mm NATO 탄환을 사용하며, 탄창도 M16 소총과 호환되는 NATO 표준의 30연발 타입이다. 또한 표준형인 VHS-D 뿐만 아니라, 총신을 줄이고 착검 기구와 총류탄 발사 기구를 생략한 VHS-K가 파생형으로 존재한다.
HS Produkt는 크로아티아군의 제식 권총인 HS 2000(미국의 Springfield Armory가 모델명 XD로 판매)의 개발도 진행하였으며, 이것으로 HS Produkt가 크로아티아군의 신형 소화기 개발과 갱신을 위해 활동하는 것을 알 수 있다.

## 개요
VHS의 개발은 2005년에 시작되었다. 처음 등장한 시제품은 IMI TAR-21의 리시버와 후방 프레임에 G36의 핸드가드와 운반 손잡이를 덧붙인 것 같은 외관이었다. 그러나 2008년 12월에 발표된 최신 모델은 갑작스럽게도 FA-MAS F1과 매우 흡사한 형상이 되었고, 이것이 그대로 크로아티아군의 제식 소총으로 채용되었다.
외관은 FAMAS와 카피라고도 말할 수 있을 정도로 비슷한 VHS이지만 구조는 약간 다르다. FAMAS의 작동 방식이 블로우백 방식인데 비해 VHS는 보다 실적이 있는 (M16과 비슷한) 가스 직동식이며, 발사 속도도 FAMAS보다 느리다. 또한 프레임 전체의 재질이 폴리머로 무게가 가벼우며, 사수에게 전해지는 반동도 경감된다. 최근 개발되는 신형 소총들과 마찬가지로 운반 손잡이 상부와 핸드가드 전방에 마운트 레일을 장착할 수 있지만 레일만을 다는 것이 아니라 운반 손잡이와 핸드가드를 통째로 교환해야 한다.
반면에 FAMAS와 TAR-21이 채용한, 내부 기구를 반전함으로써 사수에게 유리한 손으로 대응되게 하는 시스템은 존재하지 않는다(리시버 왼쪽에 탄피 배출구가 없다). 다만 이것은 병사들의 사격 자세를 오른손잡이의 그것으로 교정하는 것을 전제로 하고, 여분의 내부 장치를 제거하여 경량화를 꾀한 것으로 보인다. 볼트 핸들과 탄창 멈치, 조정간은 좌우 겸용이지만 볼트 스톱은 오른손의 엄지손가락으로 조작할 수 있는 그립 왼쪽에 위치한다.
원래 크로아티아군은 1990년대에 IMI의 갈릴 소총(정확하게는 갈릴 AR의 카피인 남아공의 R4)을 기초로 개량한 APS-95를 채택하고 있었다. M16 소총이나 M4 카빈과는 달리 아직 사용 연한이 경과하지 않은 APS-95를 대체하는 이유는 공표되지 않고 있지만, 앞에서 설명한 내용대로 크로아티아군은 이미 이 VHS의 최종 시제품을 제식 채용하여 각 부대로 배치하기 시작했으며, 최종적으로 2012년까지 6만 정을 생산하는 계획을 세우고 있다.

## 같이 보기
- FAMAS
- TAR-21
- M16 소총